# 複調 (文學理論)
在文学中，复调（俄语：полифония）是一種叙事手法，這個概念由米哈伊尔·米哈伊洛维奇·巴赫京提出，意思是作者在使用複調敘事時會同时提到多種观点和声音。這個概念的稱呼源自複音音樂。米哈伊尔·米哈伊洛维奇·巴赫京提到复调時以费奥多尔·陀思妥耶夫斯基的散文作為例子。根据米哈伊尔·米哈伊洛维奇·巴赫京的观点，费奥多尔·陀思妥耶夫斯基小说的主要特征是 "独立的声音和意识的多元性"。